# Chromophobia (film, 2005)
Pour les articles homonymes, voir Chromophobia.
Pour plus de détails, voir Fiche technique et Distribution.
Chromophobia est un film britannique réalisé par Martha Fiennes sorti en France le 10 mai 2006.

## Synopsis
Les dilemmes de la vie londonienne moderne, dans laquelle les bonnes valeurs traditionnelles telles que l'honnêteté, la loyauté et l'amitié sont sacrifiées au profit d'une nouvelle morale basée sur le succès et la célébrité.

## Fiche technique
- Titre : Chromophobia
- Réalisation : Martha Fiennes
- Scénario : Martha Fiennes
- Production : Isle of Man Film Commission, Rotholz Pictures et Quinta Communications
- Pays d'origine :  Royaume-Uni

## Distribution
- Kristin Scott Thomas (V. F. : Micky Sebastian) : Iona Aylesbury
- Damian Lewis : Marcus Aylesbury
- Ben Chaplin (V. F. : Emmanuel Curtil) : Trent Masters
- Ralph Fiennes (V. F. : Bernard Lanneau) : Stephen Tulloch
- Penélope Cruz (V. F. : Nathalie Spitzer) : Gloria Garcia Ramirez
- Rhys Ifans (V. F. : Guillaume Orsat) : Colin
- Ian Holm : Edward Aylesbury, le père de Marcus
- Harriet Walter : Penelope Aylesbury, la mère de Marcus
- Anthony Higgins : Geoffrey Wharton
- Trevor Cooper : lord Killaly
- Archie Panjabi : Sarita
- Michelle Gomez : Bushey

Source: RSdoublage

## Autour du film
Ce film a été présenté au Festival de Cannes 2005 en sélection officielle, hors-compétition. Il a également été projeté en clôture de cette prestigieuse manifestation.